# Suwit Paipromat
Suwit Paipromat (thailändisch สุวิทย์ ไปพรมราช, * 30. September 1996 in Na Dun), auch als Jo Jaew bekannt, ist ein thailändischer Fußballspieler.

## Karriere
Suwit Paipromat erlernte das Fußballspielen in der Jugendmannschaft des Erstligisten Buriram United in Buriram. Im Januar 2016 wechselte er nach Kalasin zum Kalasin FC. Mit dem Verein spielte er in der dritten Liga, der damaligen Regional League Division 2. Hier trat man in der North/Eastern Region an. Die Saison 2017 spielte er in Lamphun beim Drittligisten Lamphun Warriors FC. Der Klub spielte in der Upper Region der neugeschaffenen Thai League 3. Anfang 2018 wechselte er in die zweite Liga. Hier schloss er sich in Nong Bua Lamphu dem Nongbua Pitchaya FC an. 2019 wechselte er zum Khon Kaen United FC. Der Verein aus Khon Kaen, einer Stadt in der Nordostregion von Thailand, dem Isan, spielte in der dritten Liga, der Thai League 3, in der Upper Region. Ende 2019 wurde er mit dem Klub Meister der Region und stieg in die zweite Liga auf. In der Saison 2020/21 wurde er mit Khon Kaen Tabellenvierter und qualifizierte sich für die Aufstiegsspiele zur zweiten Liga. Hier konnte man sich im Endspiel gegen den Nakhon Pathom United FC durchsetzen und stieg somit in die zweite Liga auf. In der Hinrunde 2021/22 stand er zehnmal für den Klub in der ersten Liga auf dem Spielfeld. Nach der Hinrunde wechselte er Ende des Jahres auf Leihbasis zum Zweitligaaufsteiger Lamphun Warriors FC. Am Ende der Saison feierte er mit dem Verein aus Lamphun die Meisterschaft der zweiten Liga und den Aufstieg in die erste Liga. Nach der Ausleihe wechselte er im Juli 2022 zum Zweitligisten Chiangmai FC. Für den Klub aus Chiangmai bestritt er 15 Ligaspiele. Nach der Hinrunde 2022/23 wechselte er im Dezember 2019 zum Erstligisten BG Pathum United FC. Am 20. Mai 2023 stand BG das Endspiel des Thai League Cup. Das Finale wurde gegen Buriram United mit 2:0 verloren. Nach insgesamt drei Ligaspielen wurde sein Vertrag im Sommer 2023 nicht verlängert. Im Juni 2023 unterschrieb er einen Vertrag beim ebenfalls in der ersten Liga spielenden Muangthong United. Nach neun Ligaspielen wurde sein Vertrag im Sommer bei dem Erstligisten nicht verlängert. Im Juni 2024 verpflichtete ihn der Zweitligaaufsteiger Mahasarakham FC. Für den Zweitligisten bestritt er zwölf Zweitligaspiele. Nach der Hinrunde wechselte er im Januar 2025 zum Drittligisten Khon Kaen Mordindang FC. Mit dem Verein aus Khon Kaen spielte er in der North/Eastern Region der Liga. Am Ende der Saison 2024/25 musste er mit dem Verein als Tabellenletzter absteigen. Nach dem Abstieg verließ er den Verein und schloss sich im Juli 2025 dem Erstligaabsteiger Khon Kaen United FC an.

## Erfolge
Khon Kaen United FC
- Thai League 3 – Upper: 2019  ▲

Lamphun Warriors FC
- Thailändischer Zweitligameister: 2021/22  ▲

BG Pathum United FC
- Thailändischer Ligapokalfinalist: 2022/23